# Jean Guichet

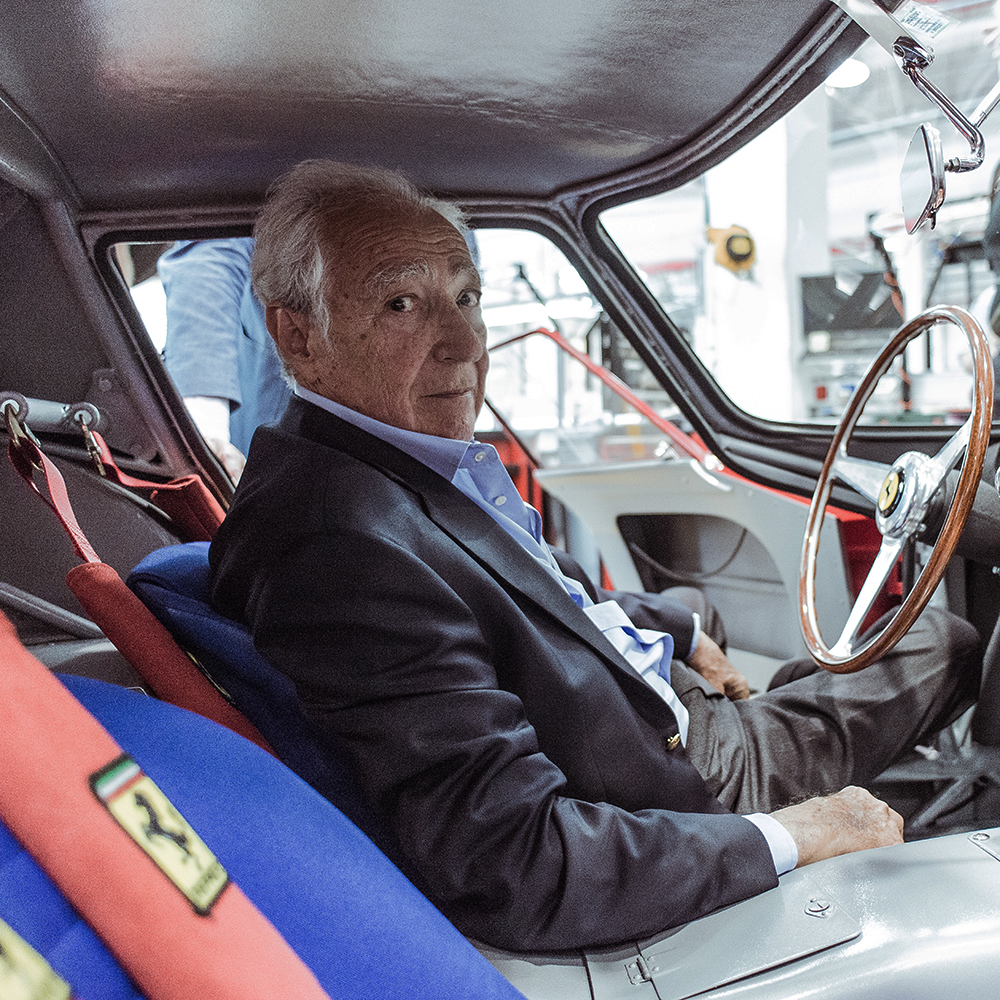
Guichet in 2020.

Jean Guichet (Marseille, 10 augustus 1927) is een Frans autocoureur en rallyrijder. In 1964 won hij, samen met Nino Vaccarella, de 24 uur van Le Mans.

## Carrière
Guichet begon zijn autosportcarrière in 1948 in de rallysport. Vanaf 1956 kwam hij ook uit in het heuvelklimmen, waar hij met een Ferrari 500 Mondial aan deelnam. Tijdens zijn carrière heeft hij bijna uitsluitend in auto's van Italiaanse makelij gereden. In de jaren '60 was hij fabriekscoureur voor Scuderia Ferrari in het World Sportscar Championship. In 1963 won hij met José Behra de Tour de France Automobile.
In 1964 behaalde Guichet zijn grootste succes toen hij in een Ferrari 275 P de 24 uur van Le Mans won; deze zege deelde hij met Nino Vaccarella. Andere grote overwinningen zijn onder meer de 1000 kilometer van Monza en de 1000 kilometer van Reims in 1965, en de 6 uur van Dakar in 1963. In totaal is hij viermaal nationaal kampioen geworden.
In 1970 beëindigde Guichet zijn carrière op het circuit na een zwaar ongeluk tijdens de testsessies voor de 24 uur van Le Mans van dat jaar. Hierna verlegde hij zijn focus naar het rallyrijden. Samen met Jean Todt reed hij met een Peugeot 504 in een aantal Afrikaanse rally's. In 1975 maakte hij een kortstondige comeback in de 24 uur van Le Mans. In 1979 reed hij zijn laatste rally in Argentinië, die hij winnend afsloot.
Guichet is ook bekend als de eerste eigenaar van een Ferrari 250 GTO met chassisnummer 5111GT; het is een van de 36 auto's die van dit type werden geproduceerd. Met deze auto won hij onder meer de Tour de France Automobile. In 1965 verkocht hij deze auto, die vervolgens meerdere eigenaren had. In september 2013 werd de auto verkocht voor 52 miljoen Amerikaanse dollar, waarmee het destijds de duurste auto ooit was.